# Панайотис Данглис
Панайотис Данглис (на гръцки: Παναγιώτης Δαγκλής) е гръцки военен, генерал, политик, и деец на гръцката въоръжена пропаганда в Македония.

## Биография
Панайотис Данглис е роден през 1853 година в Агринио, Етолоакарнания. През 1878 година завършва Гръцката военна академия като лейтенант от артилерията, след което учи още една година в Белгия. Връща се като капитан и е назначен за адютант на френската военна мисия в страната, която има за задача да модернизира гръцката армия (1884 - 1887). Данглис преподава във военната академия и участва в разработването на оръдието Шнайдер-Дангли в 1893 година. През Гръцко-турската война в 1897 година Данглис е началник-щаб на I бригада в Епирския сектор. От 1904 година служи в гръцкия генерален щаб. В 1907 година е повишен в полковник.
Към началото на 1908 година активизира подготовката и прехвърлянето на гръцки чети в Македония. Ръководството на акцията се поема от атинския комитет, наречен „Всегръцка организация“, начело с полковник Данглис. Данглис използва псевдонима Парменион.
В 1911 година Данглис става генерал-майор и през август 1912 година оглавява генералния щаб и заради способностите си, и за да балансира роялистките и германофилски офицери. През Балканската война в 1912 година е началник-щаб на Тесалийската армия на престолонаследника Константинос до ноември 1912 година, когато става член на гръцката делегация на Лондонската мирна конференция. През март 1913 година е повишен в генерал-лейтенант и застава начело на Епирския корпус.
В края на 1914 година Данглис напуска армията и в 1915 година се присъединява към Либералната партия на Елевтериос Венизелос и става депутат от Епир. Става министър на войната и подкрепя Венизелос в борбата му с краля в 1916 година, присъединявайки се към Триумвирата, Временното правителство за национална защита. В 1917 година след намесата на Гърция в Първата световна война е назначен за номинален главнокомандващ на гръцката армия. След края на войната се връща към кариерата на парламентарист. В 1921 година Данглис замества напусналия страната Венизелос като лидер на Либералната партия.
Умира в Атина на 9 март 1924 година.